# 埃利斯·西皮莱
埃利斯·西皮莱（芬蘭語：Elis Sipilä，1887年10月27日—1958年12月13日），芬兰男子体操运动员。他曾获得1908年夏季奥运会体操比赛男子团体全能铜牌。1909年，他代表Ylioppilasvoimistelijat队在全国体操锦标赛上获得男子团体冠军。